# Courant du Pacifique nord

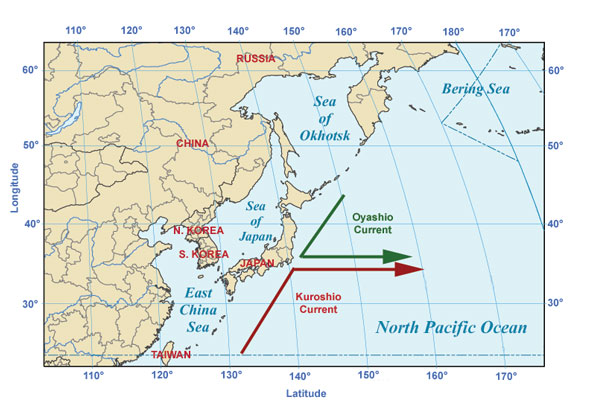
Création du Courant du Pacifique Nord.

Le courant du Pacifique nord aussi appelé dérive du Pacifique Nord est un courant chaud et lent allant d'ouest en est. Il est situé entre le 40e et le  50e parallèle nord. Il forme la partie nord du gyre subtropical du Pacifique nord et est créé par la collision des courants Kuroshio et du Oya shivo. 